# Anthony Green (baloncestista)
Anthony Green (nacido en 1996, Quincy (Massachusetts), Estados Unidos) es un baloncestista profesional estadounidense. Se desempeña en la posición de ala-pívot y actualmente juega en el Leyma Coruña de la LEB Oro.

## Trayectoria
Anthony es jugador que realizó su formación universitaria en Northeastern Huskies (2015-2019). En su último año universitario en la NCAA disputó 34 partidos, promediando 22.4 en minutos de juego, 8.8 puntos con un 68,2% de acierto.
En agosto de 2019 se convierte en jugador del Leyma Coruña de la LEB Oro para disputar la temporada 2019-20.